# Zwerchfelltiefstand
Als Zwerchfelltiefstand bezeichnet man eine abnormale Lage der Zwerchfellkontur im Thorax-Röntgenbild. Die Zwerchfellkuppeln stellen sich flach dar und der Winkel zwischen Zwerchfell und Rippen beträgt fast 90°. In der seitlichen Aufnahme kann das Zwerchfell sogar nach unten ausgewölbt sein. Der Bewegungsgrad des Zwerchfells ist vermindert, eventuell tritt ein Tropfenherz auf.
Ein Zwerchfelltiefstand kann durch eine obstruktive Lungenerkrankung, ein Lungenemphysem oder einen Pleuraerguss entstehen. Bei diesen Lageveränderungen des Zwerchfells ist die äußere Atmung eingeschränkt.